# Zutphen
Zutphen es una ciudad y un municipio de la provincia de Güeldres en los Países Bajos. El municipio en su constitución actual se formó el 1 de enero de 2005 por la fusión del antiguo municipio de Warneveld con el de Zuthpen. Cuenta con una superficie de 42,93 km², de los que 1,95 km² corresponden a la superficie ocupada por el agua. El 1 de enero de 2014 tenía una población de 47 164 habitantes y una densidad de 1151 hab/km².
Además de Zutphen y Warneveld pertenecen al municipio dos aldeas: Bronsbergen y Warken.

## La ciudad de Zutphen
Zutphen es una pequeña ciudad moderna con alrededor de 46 000 habitantes. El centro histórico ha sobrevivido en su mayor parte a las guerras mundiales, a pesar de que varias zonas de la ciudad fueron destruidas.
Zutphen aloja un juzgado, un centro nacional de capacitación para jueces y fiscales, una academia de investigadores de la policía y tres prisiones.

## Historia
Zutphen es la novena ciudad más antigua del país. Recibió su carta de municipalidad en 1190, mucho antes que algunas de la mayores ciudades de Holanda, lo cual explica su importante posición en el sistema judicial. Desde 1543 fue parte de los Países Bajos de los Habsburgo.
Las tropas españolas abandonaron la ciudad en virtud del Edicto Perpetuo de 1577, recuperándola en 1583.
El nombre de esta localidad tiene fama al haber tenido lugar ante sus murallas el 22 de septiembre de 1586 la batalla de Zutphen, donde las tropas españolas derrotaron a las fuerzas conjuntas inglesas y holandesas. La ciudad sería conquistada por las Provincias Unidas el 30 de mayo de 1591 
Las fortificaciones serían desmanteladas en 1874.

## Galería de imágenes

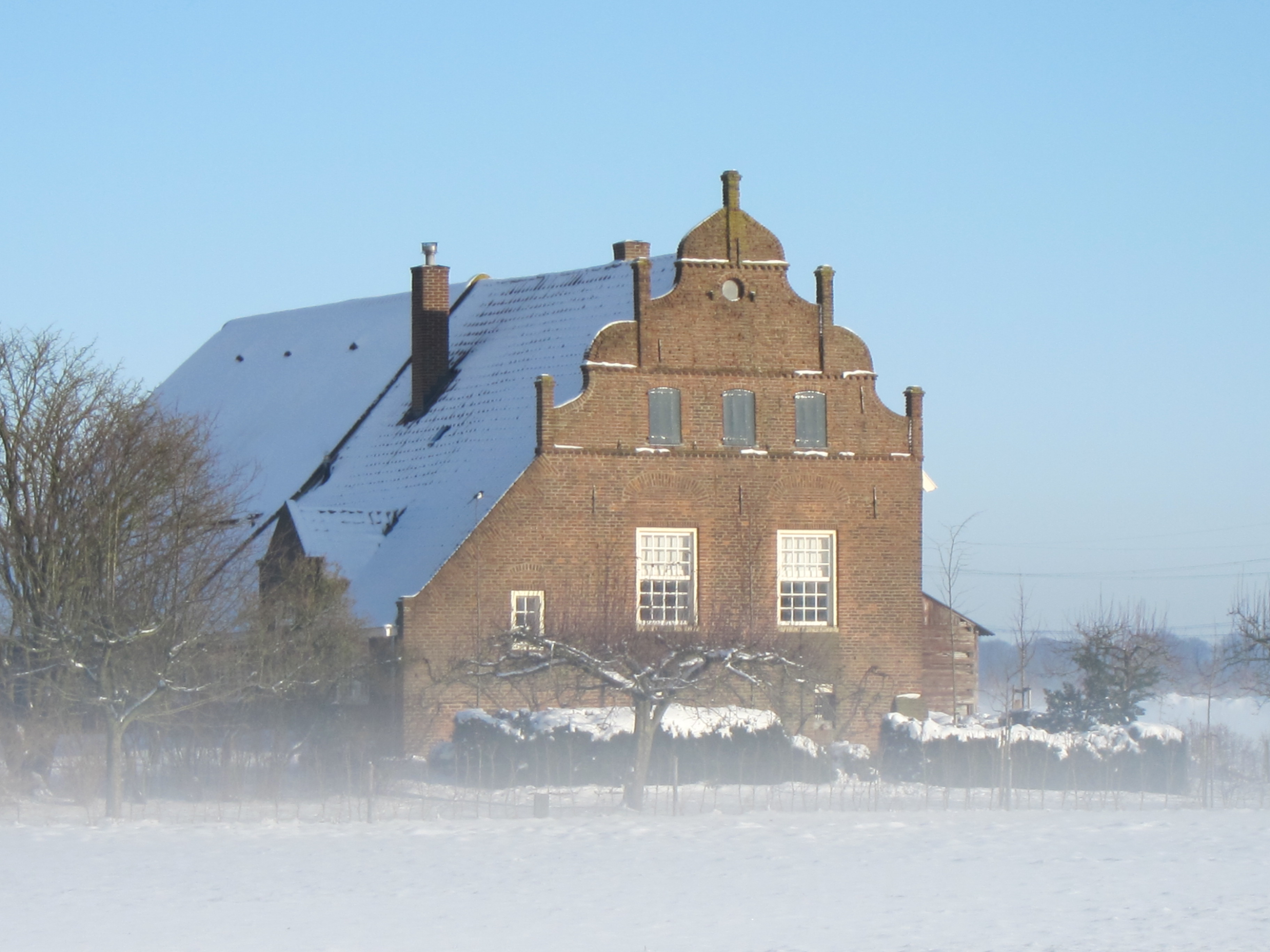
't Meyerink, granja del siglo XVIII
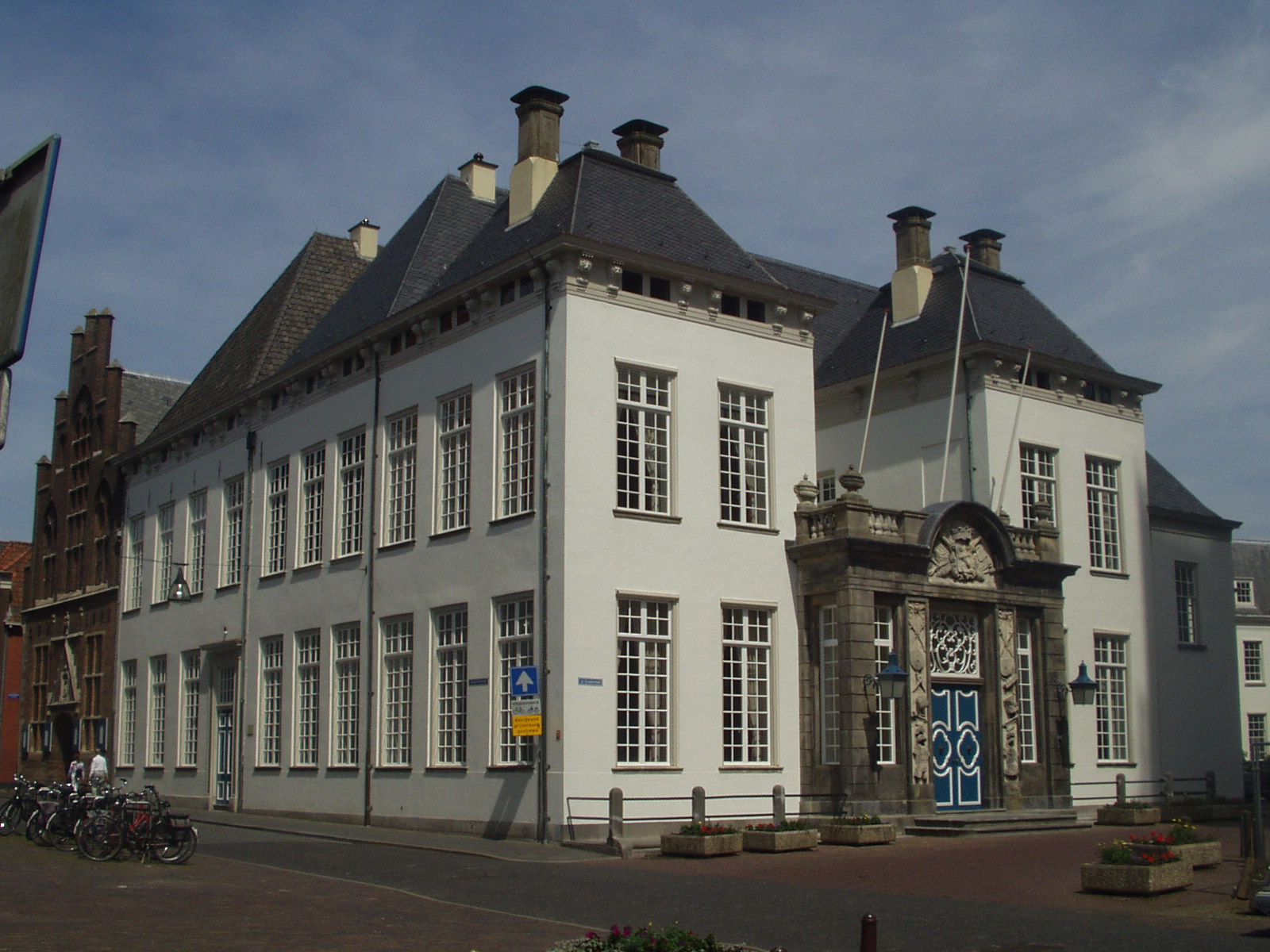
Ayuntamiento
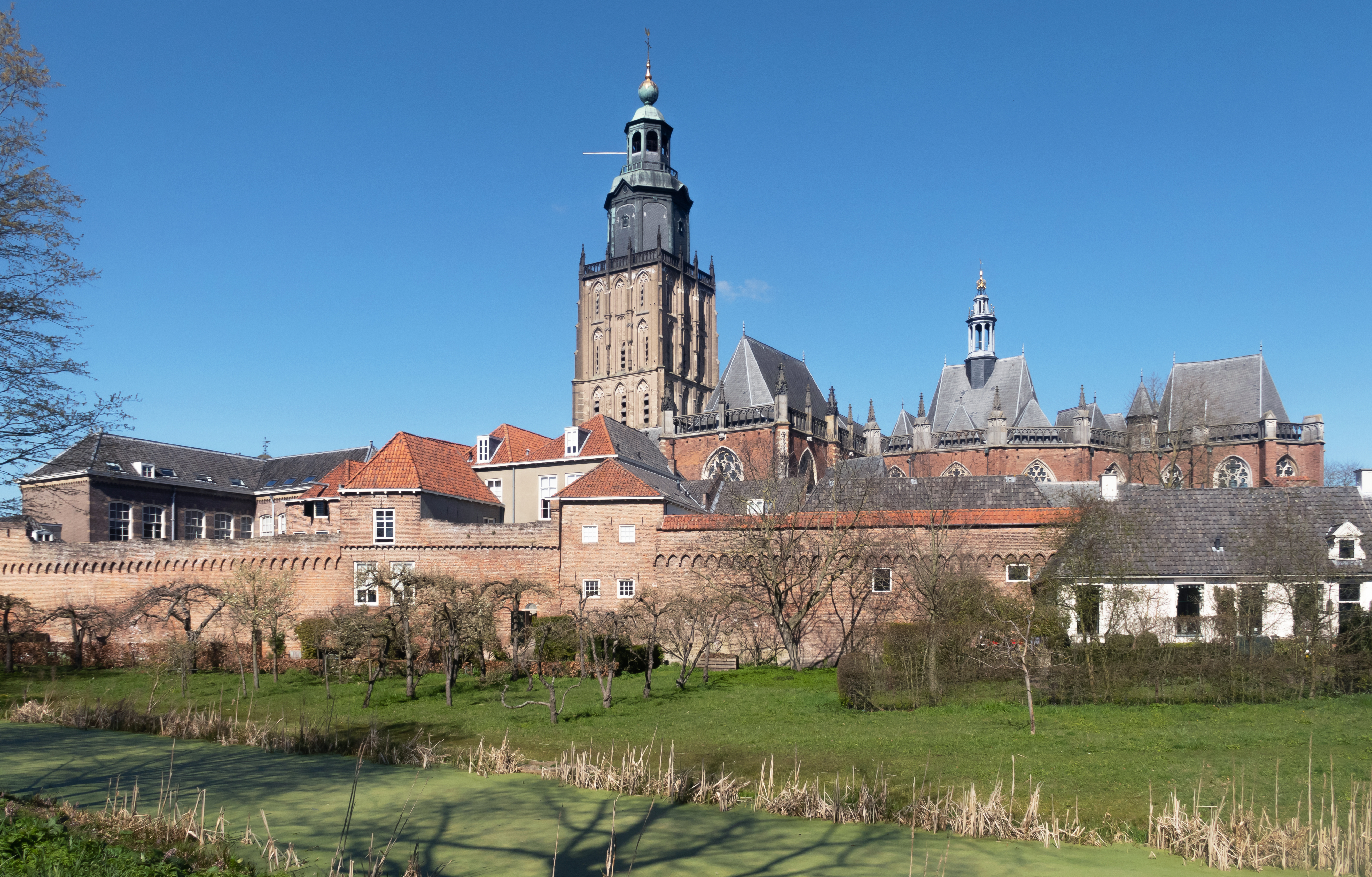
Iglesia de santa Walburga con las murallas de la ciudad
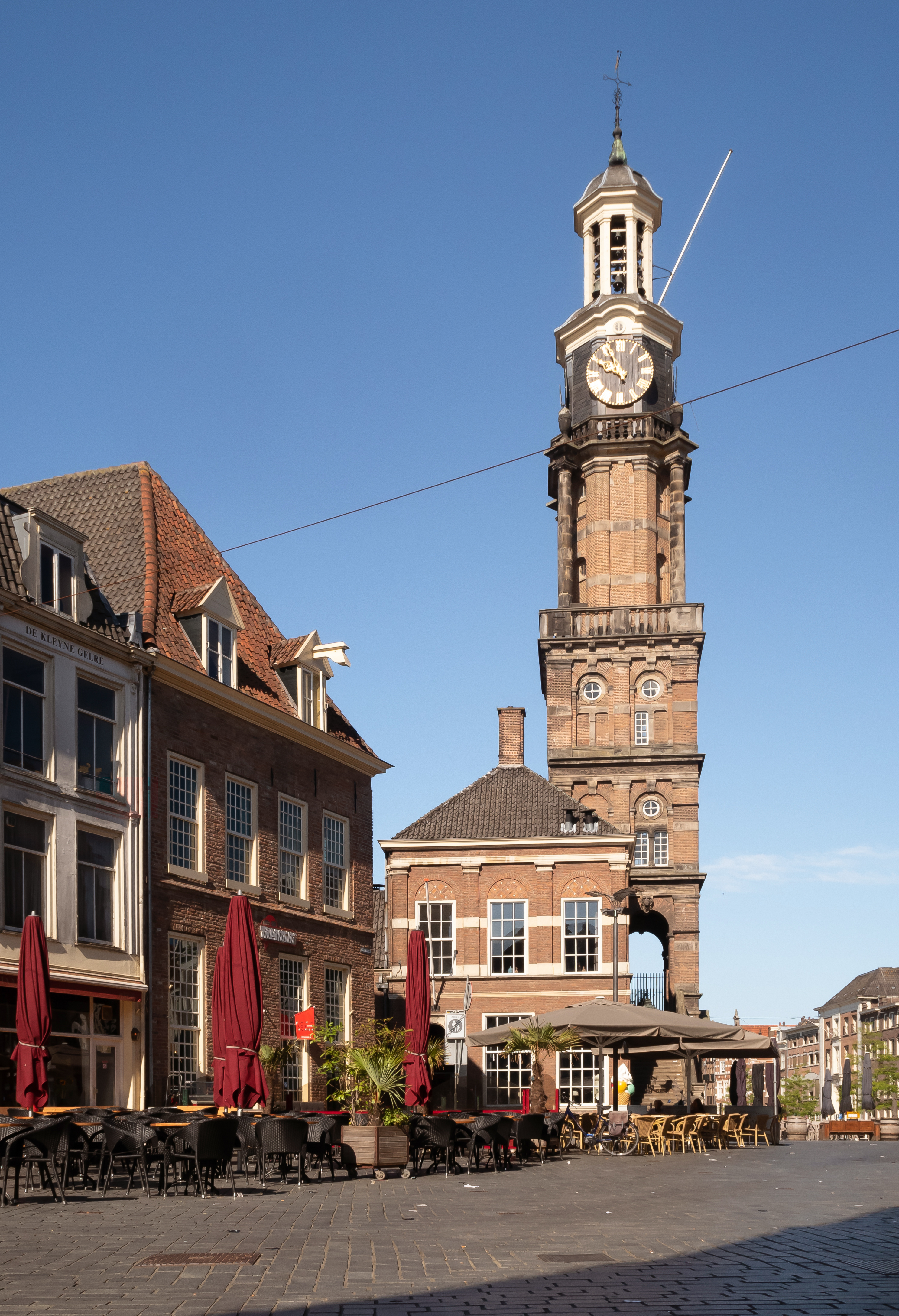
Wijnhuistoren, siglo XVII
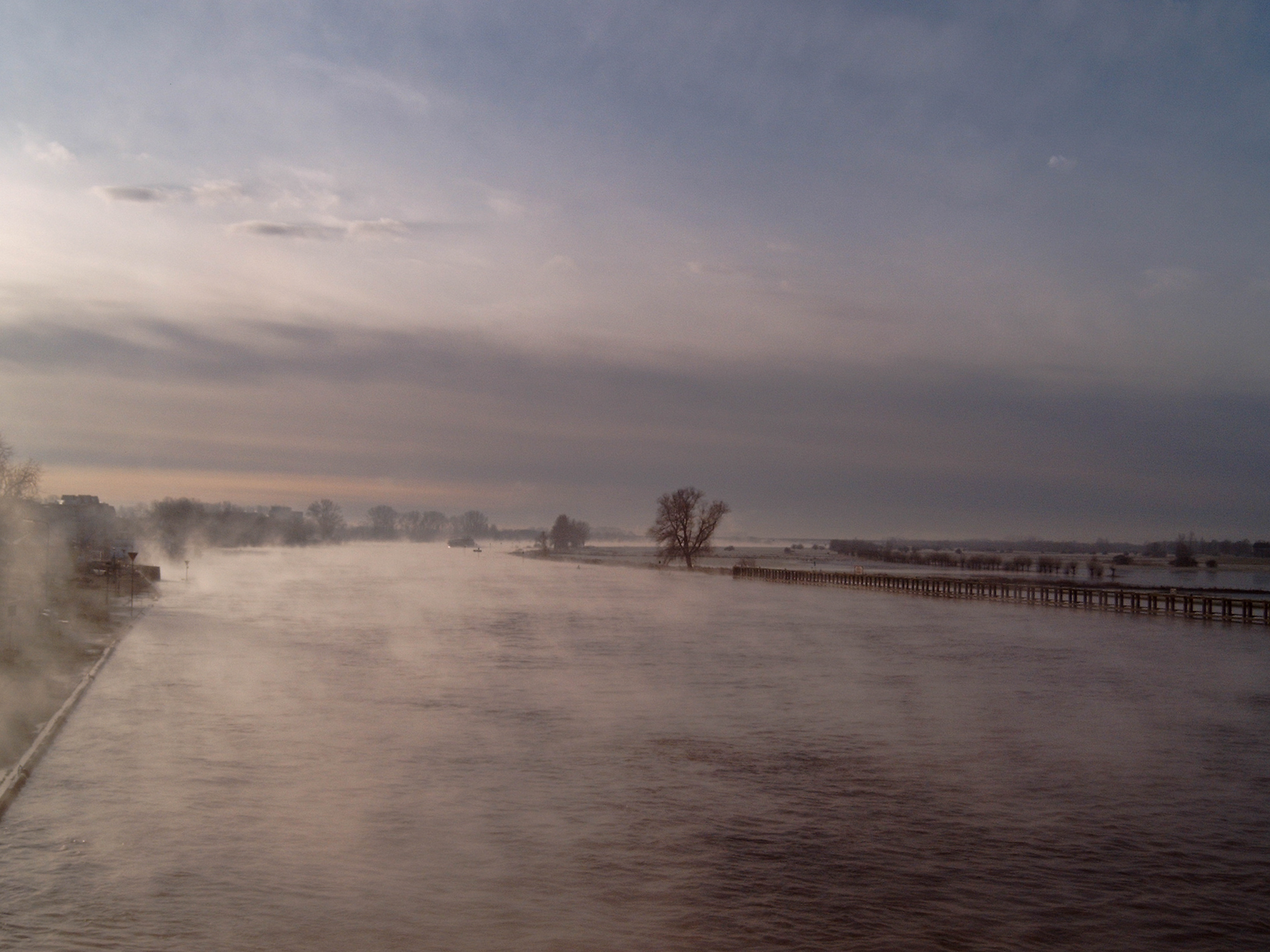
El IJssel cerca de Zutphen
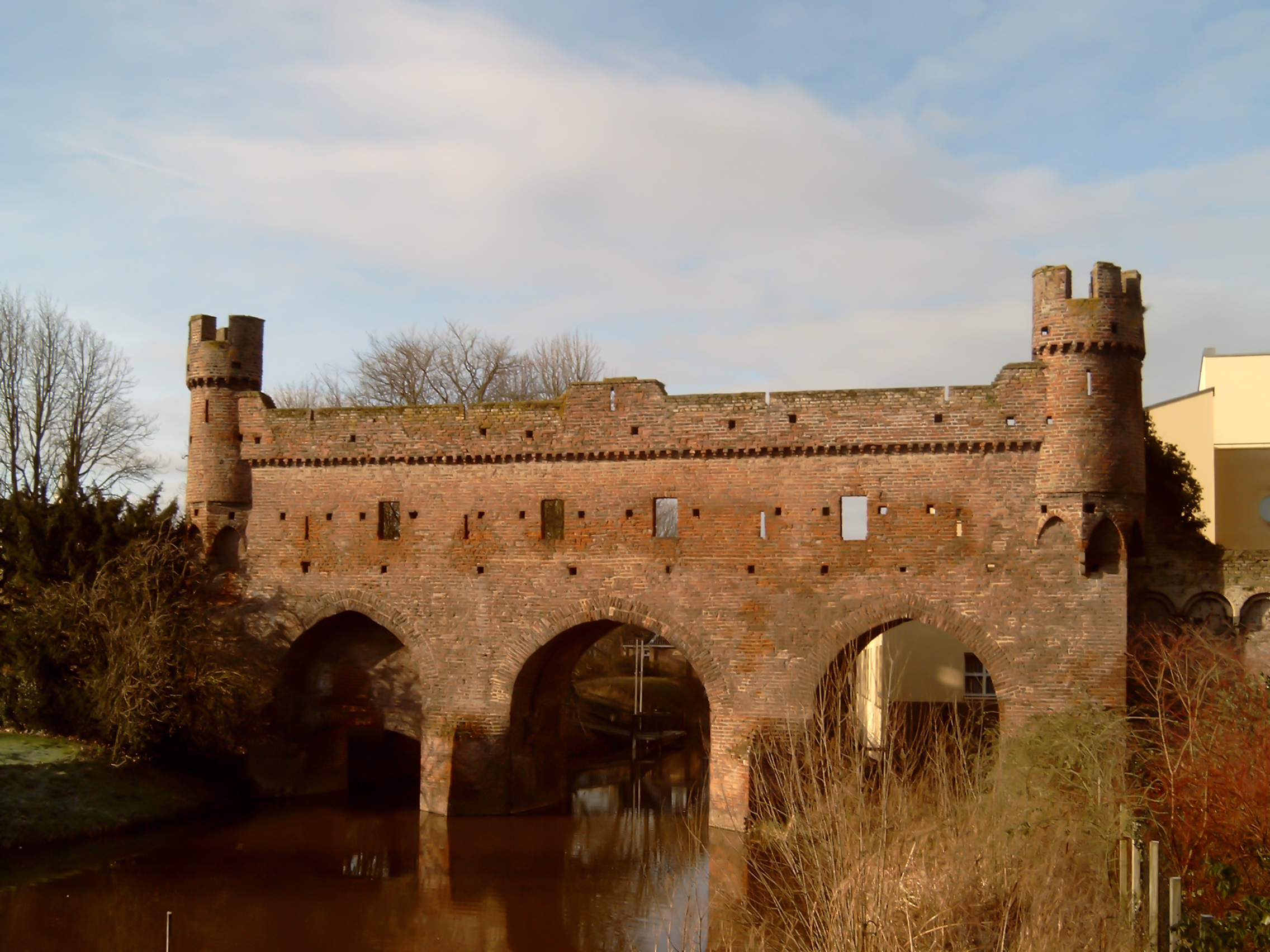
La puerta: la Berkelpoort
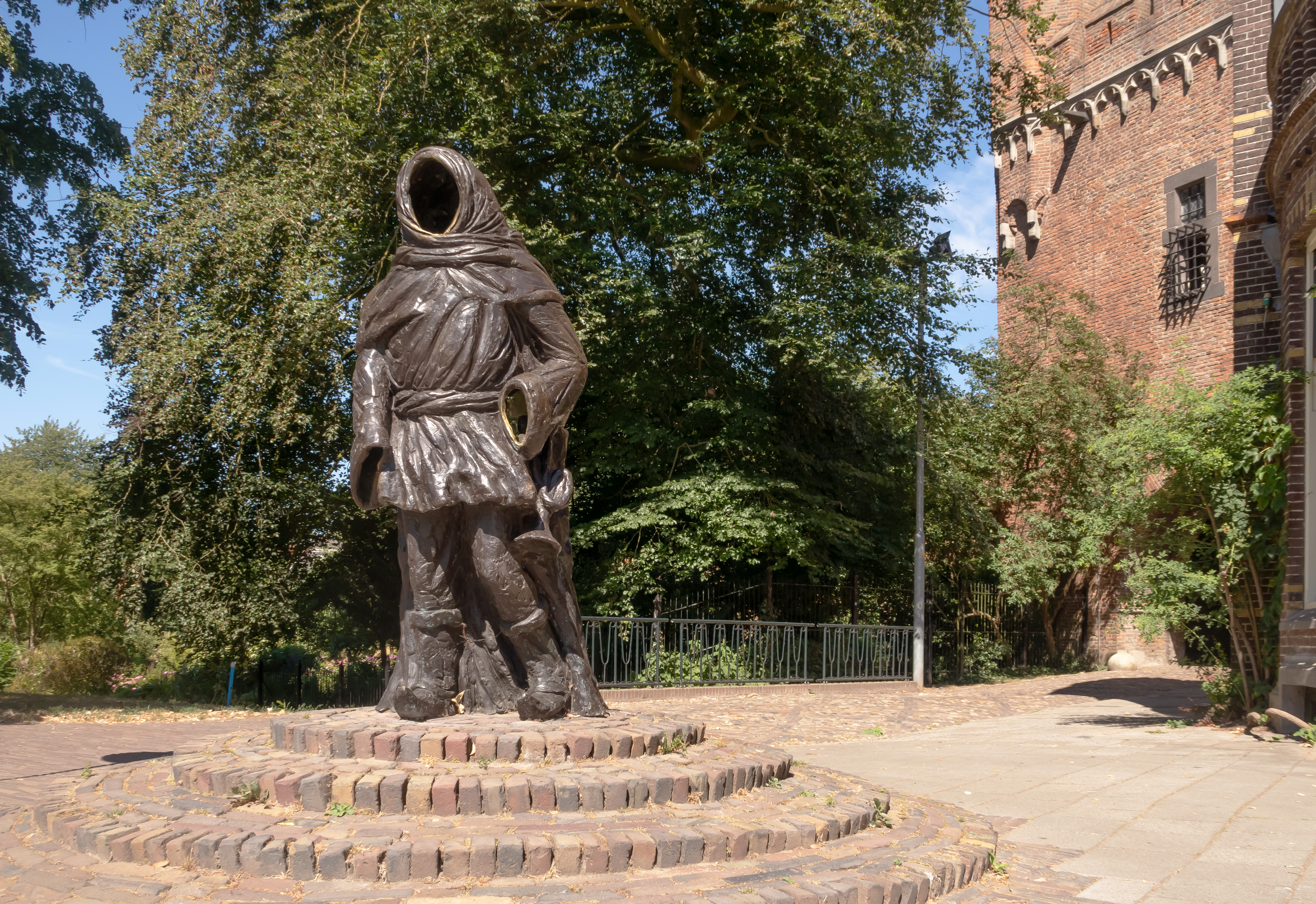
La escultura (Thonis Drogenap)
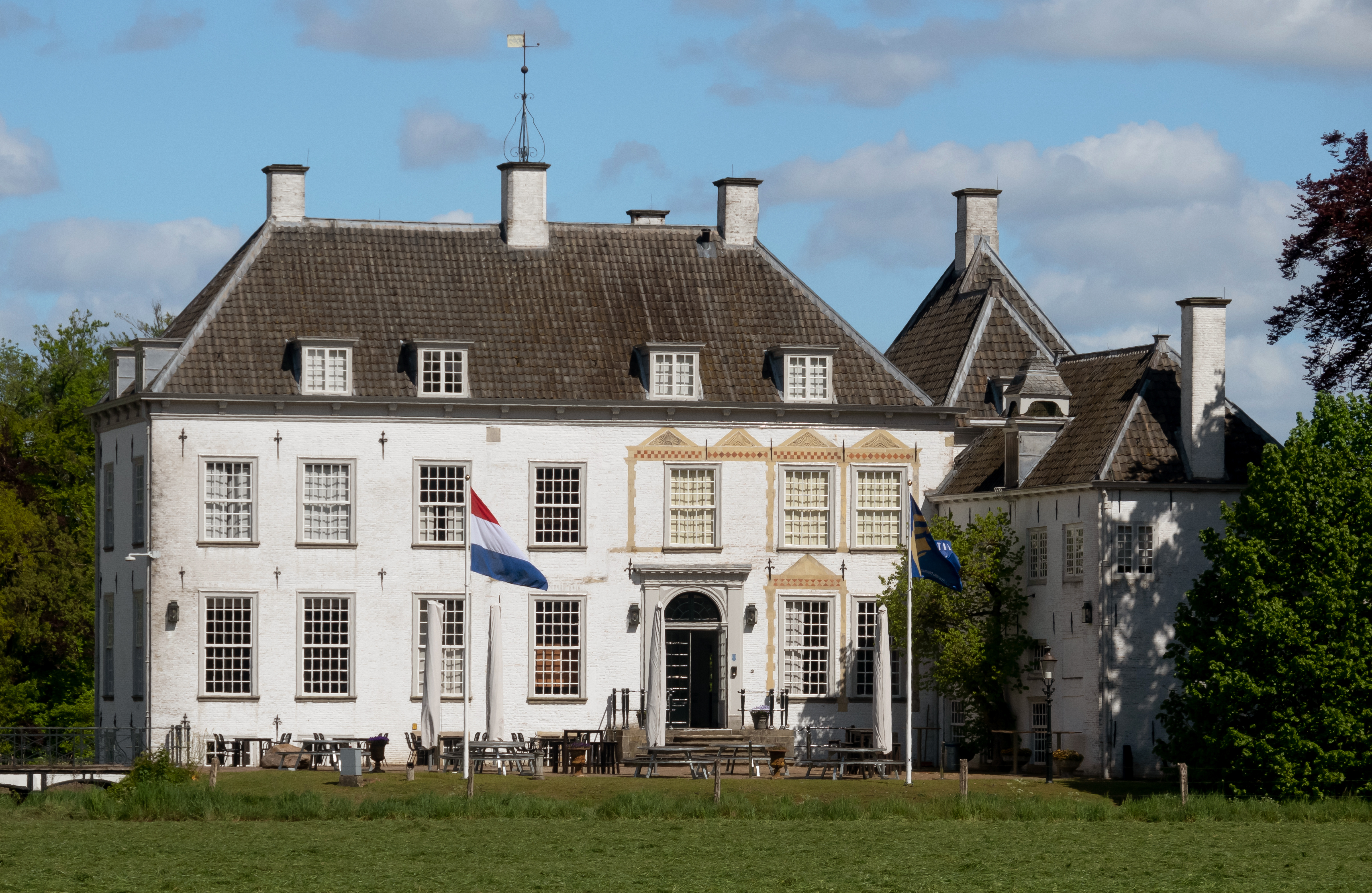
La mansión Huis 't Velde en Warnsveld

## Transporte
Zutphen está a diez kilómetros de la E-30, la principal carretera de conexión entre el Reino Unido y Omsk, pasando por Ámsterdam y Berlín. Además cuenta con una estación ferroviaria con conexiones frecuentes a Arnhem, Deventer, Roosendaal y Zwolle operadas por Nederlandse Spoorwegen; a Apeldoorn y  Winterswijk operadas por Arriva; y a Hengelo operado por Syntus. Los autobuses urbanos y extra-urbanos en la zona de Zutphen también los operan Arriva Syntus.